# 展覧会の絵 (ゲームブック)
- スーパーアドベンチャーゲーム > 展覧会の絵 (ゲームブック)
- アドベンチャーゲームノベル > 展覧会の絵 (ゲームブック)

展覧会の絵（てんらんかいのえ）は森山安雄によるゲームブック作品。同名のムソルグスキー作曲のピアノ組曲『展覧会の絵』をモチーフとしている。

## 概要
1987年に東京創元社よりスーパーアドベンチャーゲームの1冊として出版された。表紙・挿絵イラストは米田仁士。
主人公は楽師であり、彼の能力は和解・魔除け・戦いの3つの旋律を奏でる弦によって表現される。この独特の設定は、「剣と魔法」に慣れ親しんでいた当時のゲームブックファンに驚きをもって迎えられた。
本書は2002年に創土社より復刊された。ゲーム内容は旧版のままだが、原曲にまつわるコラムが挿入されている。また、イラスト担当は伊藤弥生に変わり、解説を矢野徹が書いている。
2012年10月にはフェイス・ワンダワークスより、iPhone/iPadアプリとしてリリースされ、2013年3月には英語版も公開された
。2014年1月からはAndroid用もリリースされたものの、2015年3月末で配信終了した。これらのイラストはリリース情報ではみつきやよい名義ではあるが伊藤弥生のままで、アプリ内でのクレジットタイトルも伊藤弥生である。
2016年3月より「幻想迷宮書店」で配信が開始された。

## あらすじ
あなたは竪琴を持った吟遊詩人である。自分の名前を含めて過去の記憶を失っている。
あるとき、「リモージュの市場」で商人に声をかけられた。絵の中の「侏儒」に会い、絵の中を旅するよう告げられる。
そして記憶を取り戻すための旅がはじまる。行く先々で「キエフの門」の印のついた絵と、魔女「バーバ・ヤーガ」の12の宝石を探しながら。

## 10枚の絵
原曲にのっとり、本書は10枚の絵をモチーフにした章で構成されている。また、「プロムナード」と呼ばれる間章の存在も原曲にならったものである。
1. 侏儒 - 地の精
主人公は洞窟の迷路をさまよう。その途中で出会った侏儒の使いの女から「真の楽師の琴」を、そして侏儒その人からは金・銀・銅の3色の弦のうちいずれかを授かる。
2. 古城
とある城の出口のない部屋に迷い込んだ主人公。そこへ風の精が現れ、この地を支配する砂の王を倒してほしいと依頼する。
3. テュイルリーの庭
噴水のある公園では子供たちが遊んでいる。近くのレンガ色の建物は美術館だ。しかし展示品の中にはキエフの門の印を持つ絵は見当たらない。
4. ヴィドロ - 牛の群れ
夕暮れの牧場で牛が草を食んでいる。しかし牧童たちはなぜかよそよそしく、まともに相手をしてくれない。どうやら何かを警戒しているようだ。
5. 卵の殻をつけた雛の踊り
主人公は1羽の鳥となる。身も心も鳥そのものであり、琴や絵のことは覚えていない。雛鳥としてすくすくと育った彼は、やがて巣立ちのときを迎える。
6. サミュエル・ゴールデンベルグとシュミイレ
森の南にある街には、サミュエルという金持ちが住んでいた。弟のシュミイレとは仲たがいして何年も会っていないという。
7. リモージュの市場
再び訪れた旅の出発点。しかしそこはすでに廃墟と化していた。
8. 地下墓地（カタコウム）
多くの骸骨が葬られた地下の迷路。そして、その設計者もまたここで眠りについていた。
9. バーバ・ヤーガと鶏の足の上の小屋
あたりは霧に包まれているが、行くべき道は見える。3つの関門を越えた先、「鶏の足の上の小屋」で魔女が待つ。
10. キエフの大門
旅の終わり。ついに主人公は自分のことを思い出す。そして、ある大切な人との別れのときが……。

## 書籍情報
- 展覧会の絵（東京創元社・創元推理文庫）ISBN 4-488-90801-2
- 展覧会の絵（創土社） ISBN 4-7893-0118-4